# Buglio in Monte
Buglio in Monte (lombardul: Böi) település Olaszországban, Sondrio megyében. Lakosainak száma 1981 fő (2023. január 1.). Buglio in Monte Ardenno, Berbenno di Valtellina, Chiesa in Valmalenco, Colorina, Forcola, Torre di Santa Maria, Val Masino és Val Masino községekkel határos.

## Népesség
A település népességének változása:
| Lakosok száma | 2010 | 2012 | 1981 |
|               | 2017 | 2018 | 2023 |